# Perla Ruth Albertsdóttir
Perla Ruth Albertsdóttir (født 21. september 1996 i Selfoss, Island) er en kvindelig islandsk håndboldspiller som spiller for Fram og Islands kvindehåndboldlandshold.
Hun skrev i sommeren 2019, under med topholdet Fram.